# Думбуя, Амиду
Амиду́ Думбуя́ (фр. Amidou Doumbouya; родился 5 августа 2007) — французский футболист, защитник клуба «Ницца».

## Клубная карьера
Уроженец Буржа, Амиду Думбуя выступал за юношеские команды клубов «Мулон Бурж», «Бурж 18», и «Сошо». В августе 2023 года перешёл в клуб «Ницца» за 500 тысяч евро, подписав свой первый профессиональный контракт. 7 февраля 2024 года дебютировал в основном составе «Ниццы» в матче Кубка Франции против «Монпелье». 1 декабря 2024 года дебютировал во французской Лиге 1, выйдя на замену в матче против клуба «Олимпик Лион».

## Карьера в сборной
Выступал за сборные Франции до 16, до 17 и до 18 лет.